# 跨塘桥
31°33′51″N 120°18′25″E / 31.56423°N 120.30686°E
跨塘桥是无锡明代建造的一座跨越古运河的桥梁。

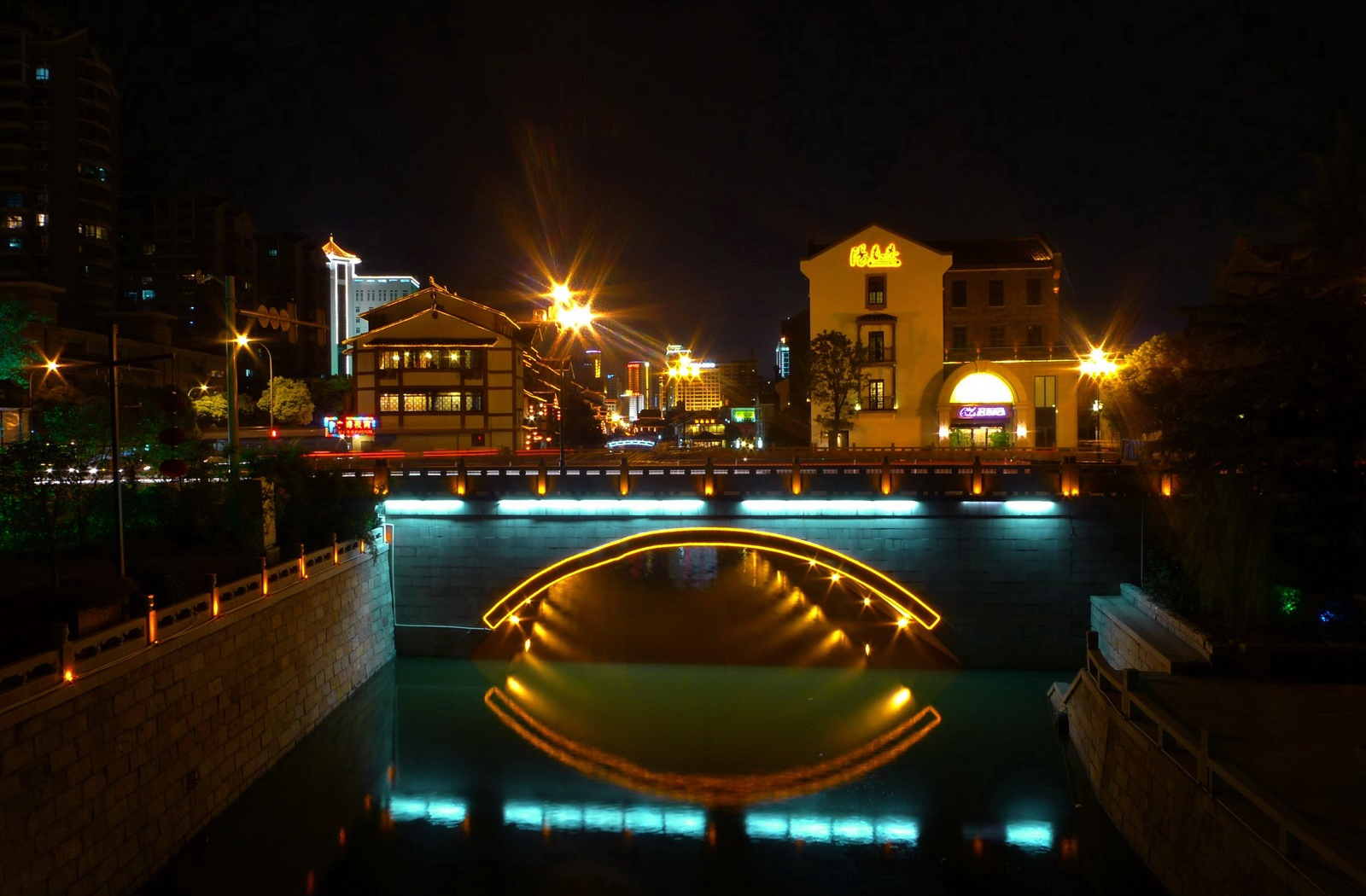
跨塘桥夜景

在中华人民共和国成立以后对其进行了修缮。如今在跨塘桥处有两座桥，分别是公路跨塘桥和仿古跨塘桥。

## 沿革
明洪武初年（1368年），原桥由地方士绅捐建，为石拱桥，名阳春桥。后因石桥横跨运河即塘河，故改名跨塘桥。1971年重修为水泥桥。1986年中华人民共和国国家旅游局为支持无锡建设，拨款40万元将水泥桥改为石拱桥，但并没完成。直至2001年，当地政府新建石拱桥，新桥33.5米宽。2008年，无锡政府在新跨塘桥南侧按石拱桥原貌复建老跨塘桥，并于2008年10月完工。